# Damad Ferid Pasza
Damad Mehmed Ferid (ur. 1853 w Stambule, zm. 1923 w Nicei) – urodzony jako Mehmed Adil Ferid, turecki dyplomata i polityk. Kilkakrotnie sprawował urząd wielkiego wezyra w trakcie panowania ostatniego sułtana Mehmeda VI Vahdeddina. Znany jako Damad Ferid Pasza (tur. Damad Ferid Paşa) 
Urodził się w Stambule jako syn Seyyida Hasana İzzeta Efendiego, bogatego urzędnika sułtańskiego, pochodzącego z Pljevlji w obecnej Czarnogórze. Po ukończeniu szkoły koranicznej w Sydonie, rozpoczął pracę w osmańskiej administracji, a później w dyplomacji. Piastował funkcję ambasadora w Paryżu, Berlinie, Sankt Petersburgu i w Londynie. W 1885 poślubił owdowiałą księżniczkę Medihę, córkę sułtana Abdülmecida I. Od tego momentu mógł nosić honorowy tytuł Damad (pol. zięć). W 1888 otrzymał tytuł Paszy. Od 1908 zasiadał w senacie. W latach 1911–1913 był jednym z liderów Partii Wolności i Zgody (tur. Hürriyet ve İtilaf Fırkası), która rywalizowała z Komitetem Jedności i Postępu w wyborach do parlamentu w 1912.

## Wielki wezyr
4 marca 1919 Damad Ferid został mianowany wielkim wezyrem. Jako zdecydowany przeciwnik Komitetu Jedności i Postępu zorganizował proces przywódców młodotureckich, w którym wydano zaoczne wyroki śmierci na Envera Paszę, Talaata Paszę i Dżemala Paszę. W maju, po ataku wojsk greckich na Izmir podał się do dymisji, ale po paru dniach zdecydował się powołać nowy rząd i wrócić na stanowisko.
Wiosną 1919 rząd Damada Ferida zaniepokojony sytuacją na wschodzie kraju, mianował Mustafę Kemala dowódcą Trzeciej Armii.
Gabinet Damada Ferida powszechnie uważany był jako narzędzie w rękach państw zachodu, które w tym czasie okupowały Stambuł i sprawowały pełną kontrolę nad poczynaniami sułtana i rządu. Wielki wezyr ustąpił 1 października 1919 pod wpływem rosnącego w siłę ruchu niepodległościowego Mustafy Kemala.
5 kwietnia 1920 po raz drugi objął urząd wielkiego wezyra. Przez cały okres sprawowania funkcji walczył z ruchem wyzwoleńczym. Pod jego wpływem wielki mufti Stambułu wydał fatwę, w której nakazywał zabijanie zwolenników Mustafy Kemala. Fatwa była rozrzucana z brytyjskich samolotów w formie ulotek na terenie całej Anatolii. W samym Stambule za pomoc nacjonalistom groziła kara śmierci. Specjalny trybunał sułtański skazał zaocznie na karę śmierci m.in. Mustafę Kemala, Ismeta Paszę oraz Halide Edib.
W marcu 1920 Wielkie Zgromadzenie Narodowe w Ankarze będące pod kontrolą zwolenników Mustafy Kemala ogłosiło „Prawo o zdradzie narodu“. Zaocznie skazano na śmierć oskarżonych o zdradę, w tym Damada Ferida Paszę.
10 sierpnia 1920 rząd Damada Ferida przyjął traktat pokojowy z Sèvres, na mocy którego większość terytoriów Imperium Osmańskiego wraz ze Stambułem, pozostawała pod kontrolą mocarstw zachodnich. Przyszłe państwo tureckie miało zostać ograniczone do środkowej Anatolii. Podpisanie traktatu skompromitowało wielkiego wezyra w oczach społeczeństwa, a kolejne sukcesy ruchu niepodległościowego spowodowały, że 21 października Damad Ferid Pasza ostatecznie podał się do dymisji i został zastąpiony na stanowisku przez Ahmeda Tevfika Paszę.
W 1923 po wkroczeniu do Stambułu wojsk Mustafy Kemala, Damad Ferid uciekł za granicę. Zmarł w tym samym roku w Nicei.